# Renault Reinasport
La Renault RM6 Reinasport est une automobile de luxe fabriquée par Renault en 1934.

## Historique
Conçue en 1933, la Reinasport est une version plus légère de la Reinastella. Elle est aussi plus économique et plus adaptée aux nouvelles conditions économiques apparues avec la crise de 1929.
En octobre 1932, elle est commercialisée au prix de 65 000 francs en conduite intérieure et 75 000 francs en coach.

## Motorisation
La Reinasport adopte un 8 cylindres en ligne refroidi à eau, de 7,1 litres de cylindrée, avec deux soupapes par cylindre. L'alésage est de 90 mm et la course de 140 mm.

## Performances
La Renault Reinasport a une vitesse maximale de 150 km/h. Elle parcourt 400 m, départ arrêté, en 22,9 s. Sa vitesse est alors 98 km/h. Le kilomètre, départ arrêté, est parcouru en 42,2 s, et la vitesse atteinte est 124 km/h.

## Miniatures
Deux miniatures de la berline ont été commercialisées par Miniroute et deux modèles cabriolet par Hobby France et Solido.